# Jürgen Moser
Jürgen Kurt Moser (4. července 1928 Königsberg – 17. prosince 1999 Curych) byl německý matematik žijící v USA a posléze ve Švýcarsku. Pracoval zejména v oblastech diferenciálních rovnic, dynamických systémů, spektrální teorie, nebeské mechaniky a teorie stability. V roce 1995 obdržel Wolfovu cenu za matematiku.